# Губин (Чортківський район)
Гу́бин — село в Україні, у Золотопотіцькій селищній громаді Чортківського району Тернопільської області. Розташоване на річці Дністер, на півдні району.
Від вересня 2015 року ввійшло у склад Золотопотіцької селищної громади.

## Географія
Село розташувалося на другій річковій терасі лівого берега Дністра.

## Історія

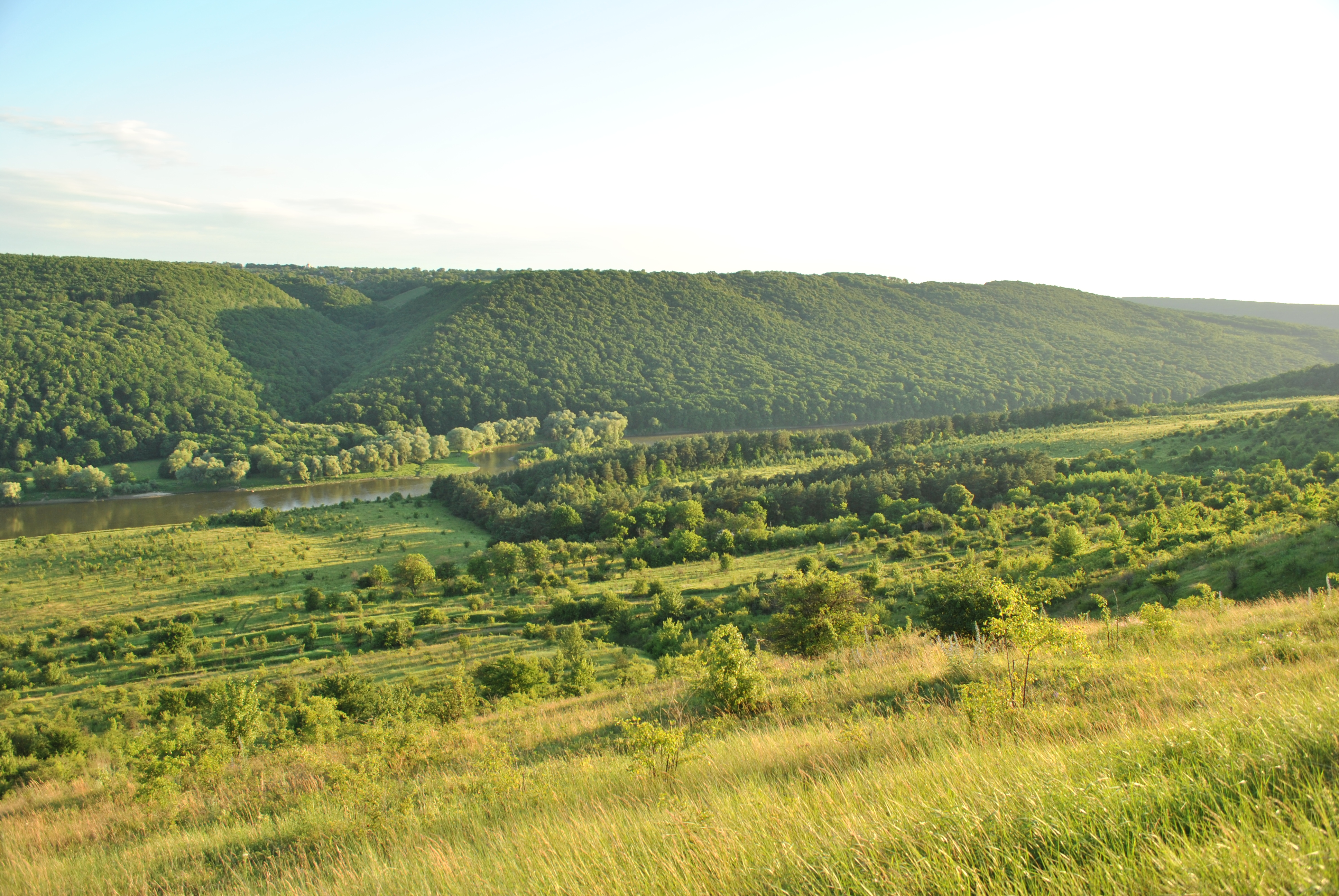
Дністровський каньйон на західній околиці села

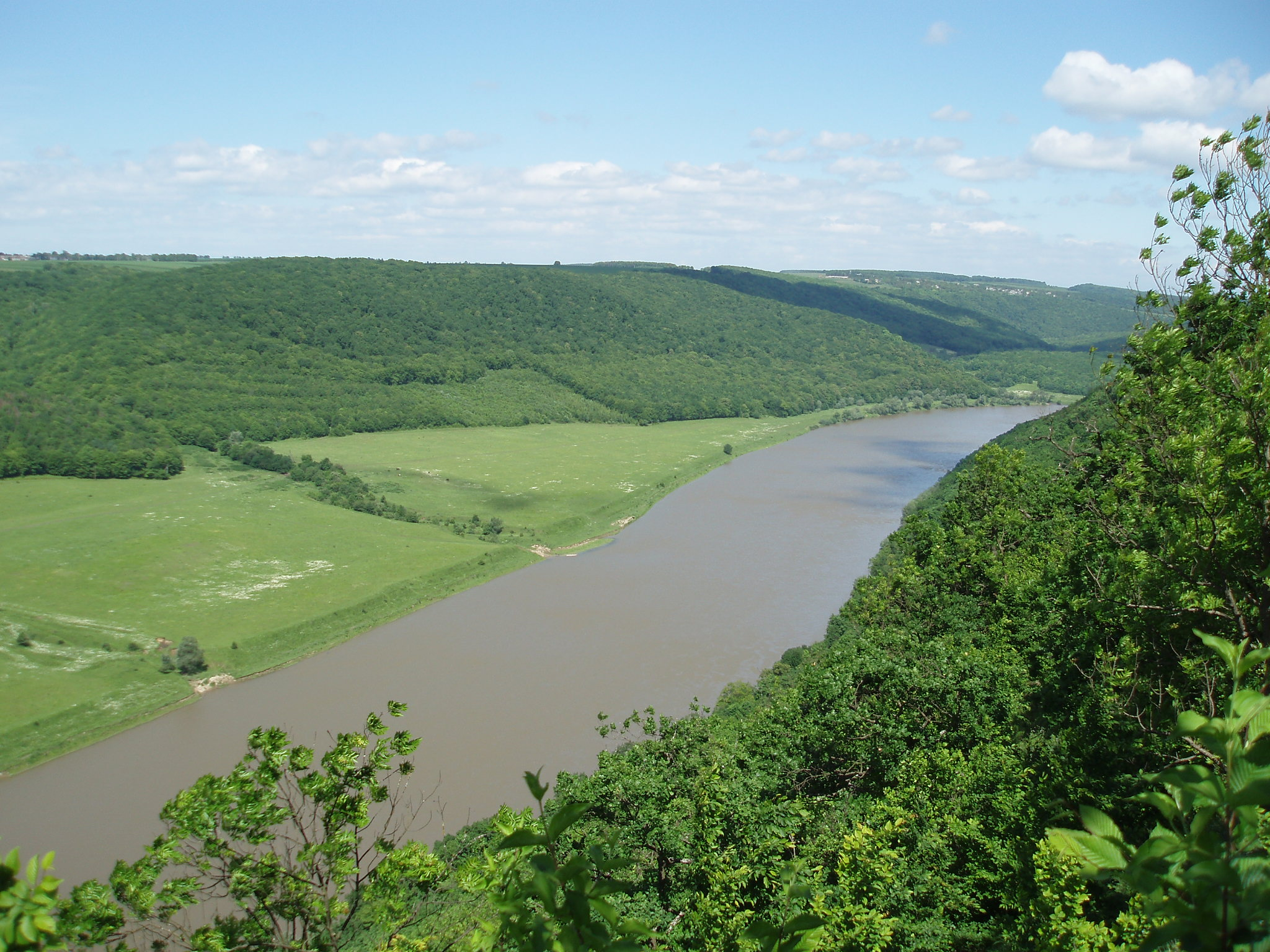
Дністер біля села, вигляд з правого берегу

Поблизу Губина на стоянці Миколаївка I виявлено археологічні пам'ятки пізнього палеоліту, культури кулястих амфор та давньоруської культури. На  березі Дністра знайдено давньоруське поселення.
Перша писемна згадка — 1560 року.
Діяли українські товариства «Січ», «Сокіл», «Луг», кооператива.
У 1930-ті роки населення Губина перевищувало 1200 осіб: українці — 80 %, євреї — 15 % та інші — 5 %. Після Другої світової війни чисельність населення різко впала до 450 жителів. Багато мешканців загинуло від бойових снарядів, які залишили військові СРСР і Німеччини. Нині в селі проживає майже 150 осіб.
12 червня 2020 року, відповідно до Розпорядження Кабінету Міністрів України від № 724-р «Про визначення адміністративних центрів та затвердження територій територіальних громад Тернопільської області», увійшло до складу Золотопотіцької селищної громади.
19 липня 2020 року, в результаті адміністративно-територіальної реформи та ліквідації Бучацького району, село увійшло до складу Чортківського району.

## Політика

### Парламентські вибори, 2019
На позачергових парламентських виборах 2019 року у селі функціонувала окрема виборча дільниця № 610165, розташована у приміщенні клубу.
Результати
- зареєстровано 132 виборці, явка 53,79%, найбільше голосів віддано за «Слугу народу» — 26,76%, за Всеукраїнське об'єднання «Батьківщина» — 23,94%, за Всеукраїнське об'єднання «Свобода» — 11,27%.[4] В одномандатному окрузі найбільше голосів отримала Алла Стечишин (самовисування) — 25,35%, за Романа Василіцького (Об'єднання «Самопоміч») — 19,72%, за Миколу Люшняка (самовисування) — 18,31%[5].

## Соціальна сфера
До 2020 р. діяла загальноосвітня школа-дитсадок І ступеня. Діючі клуб та ФАП. Торговий заклад відсутній. 
Щороку село відвідує велика кількість туристів.

## Фестини
Щороку в селі проводиться фольклорно-обрядовий фестиваль «Купальські вогні».

## Релігія

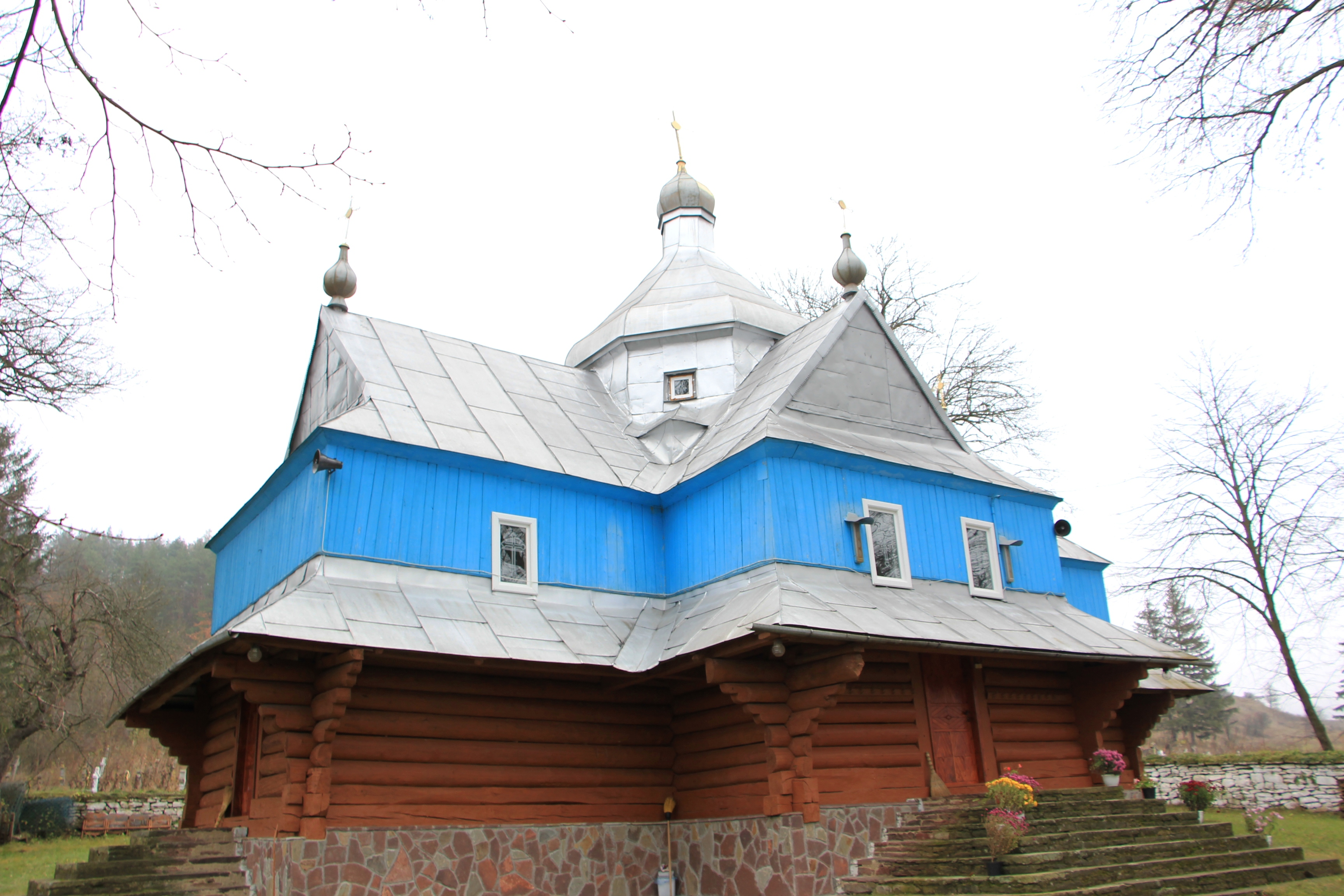
Дерев'яна церква Усікновення голови Івана Хрестителя 1849

- церква Усікновення голови святого Івана Хрестителя (1849, дерев'яна, УГКЦ).

## Галерея

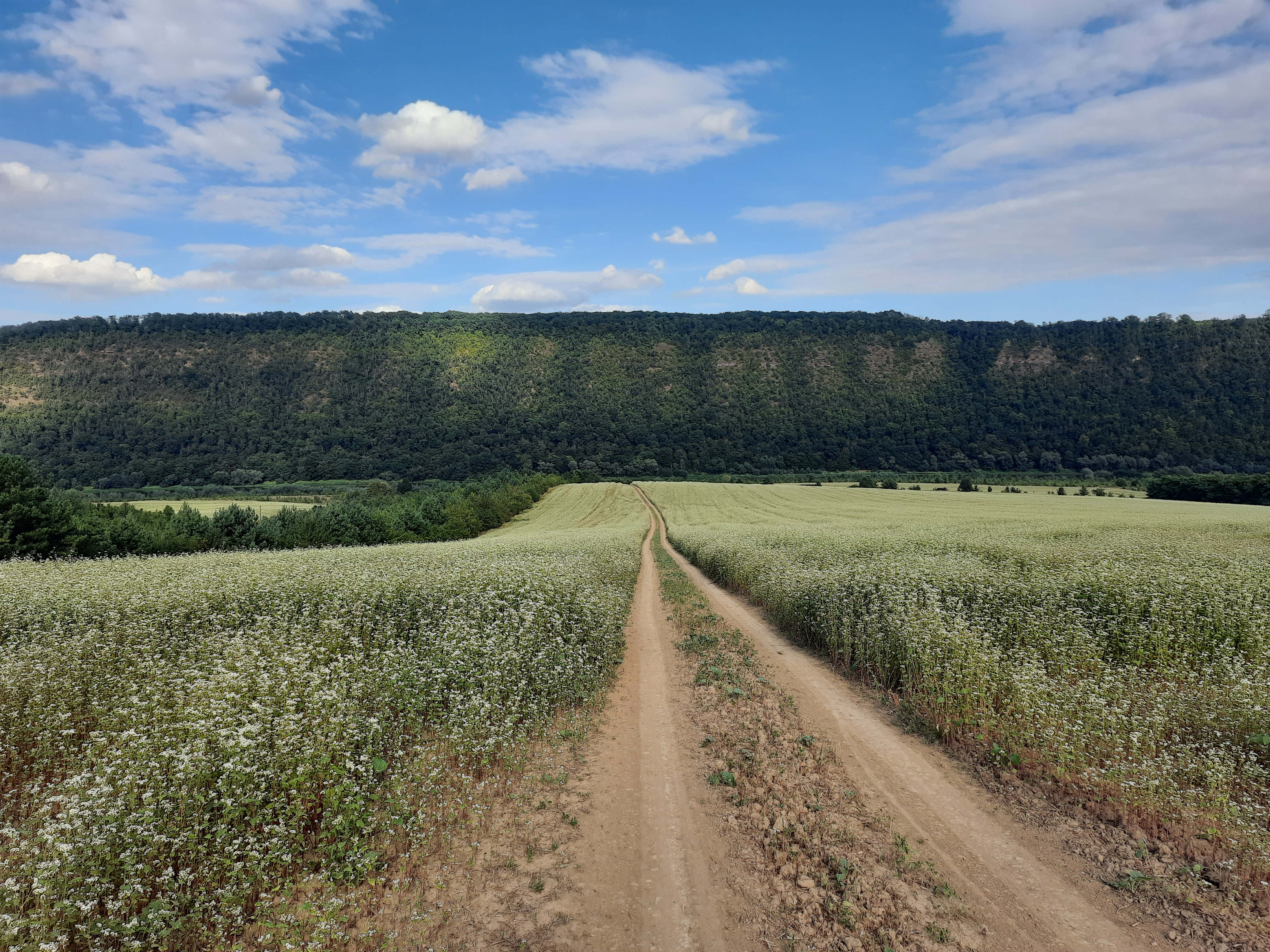
Дорога на село
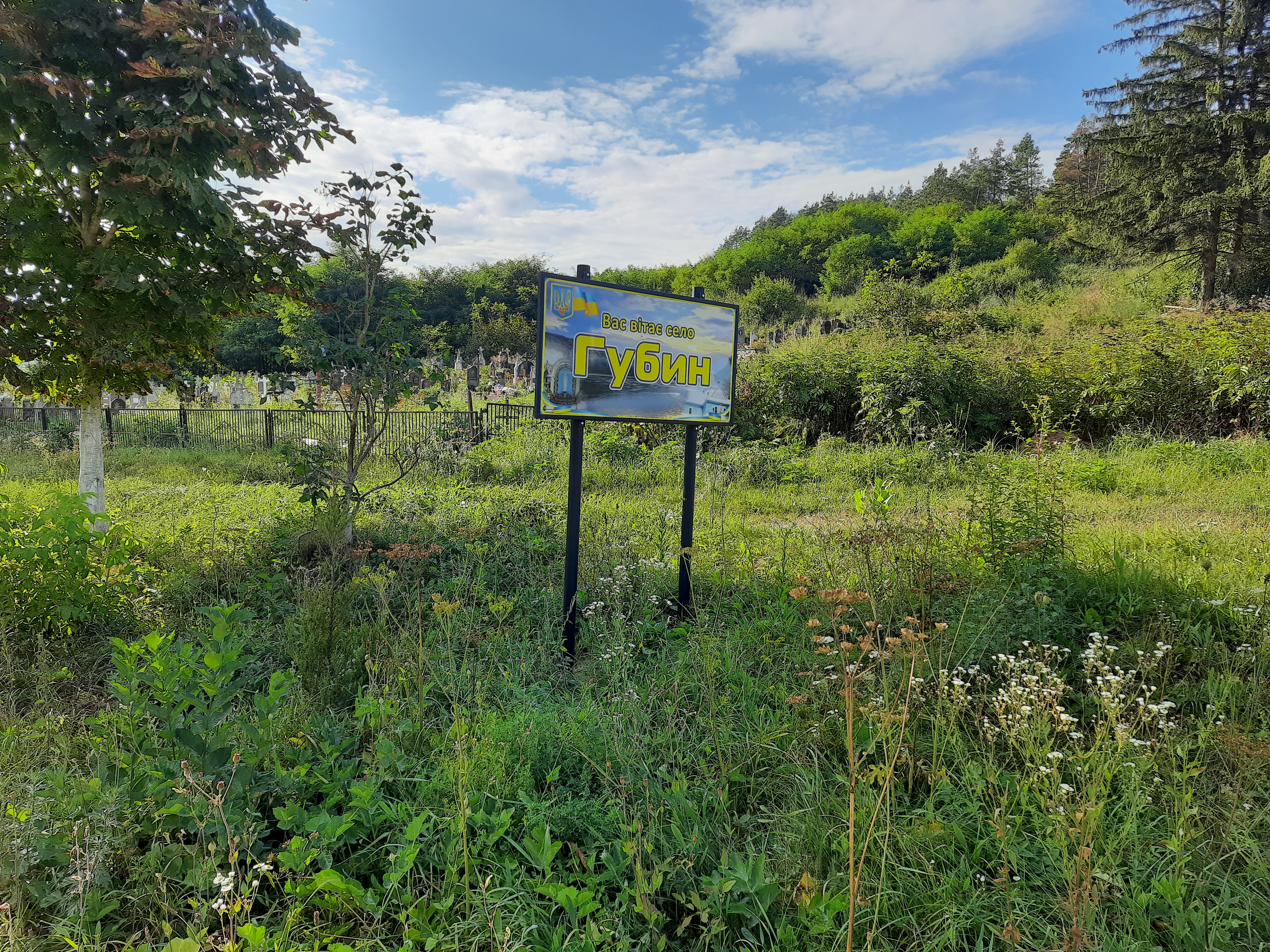
Знак при в'їзді в село
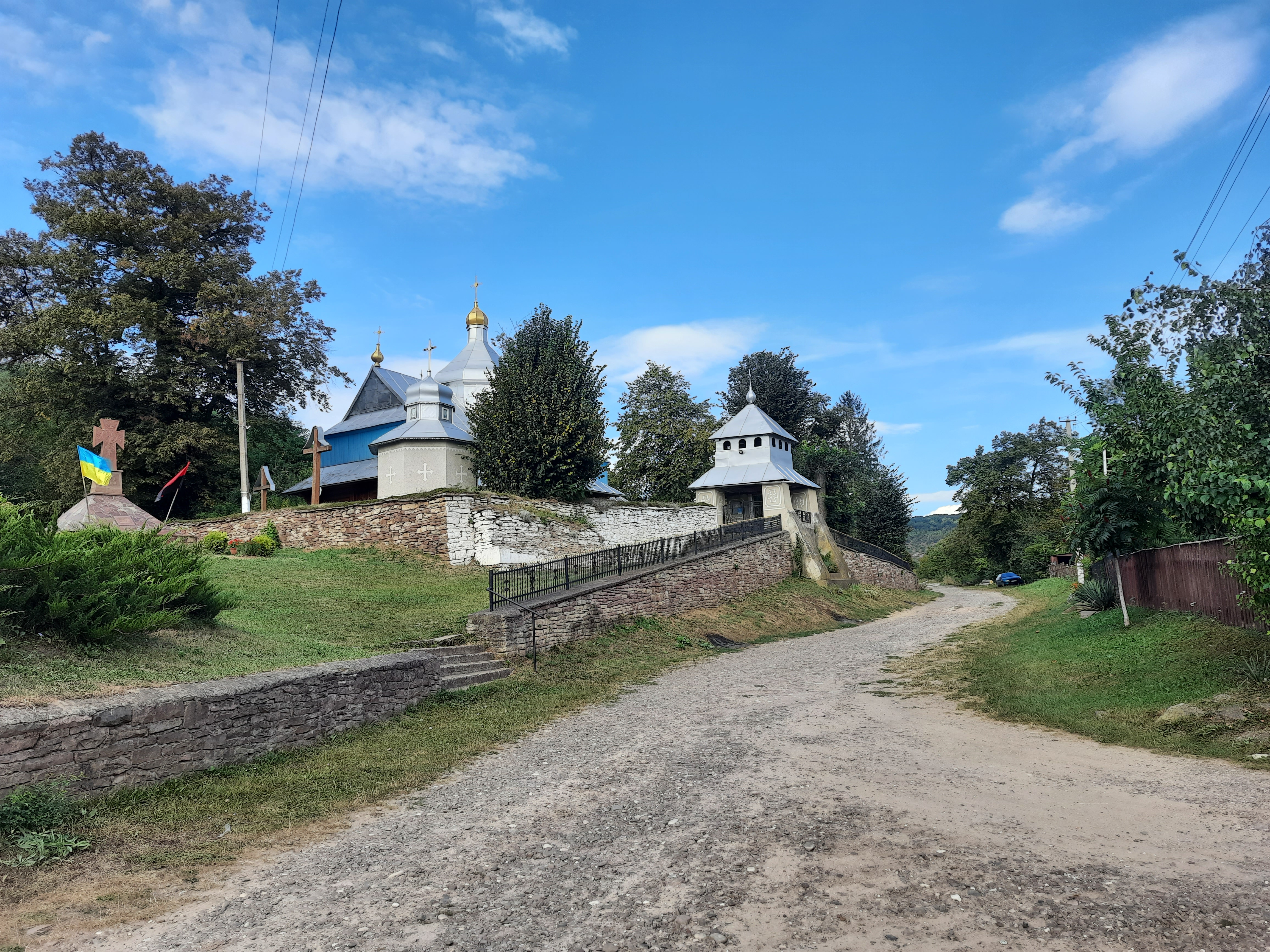
В центрі села
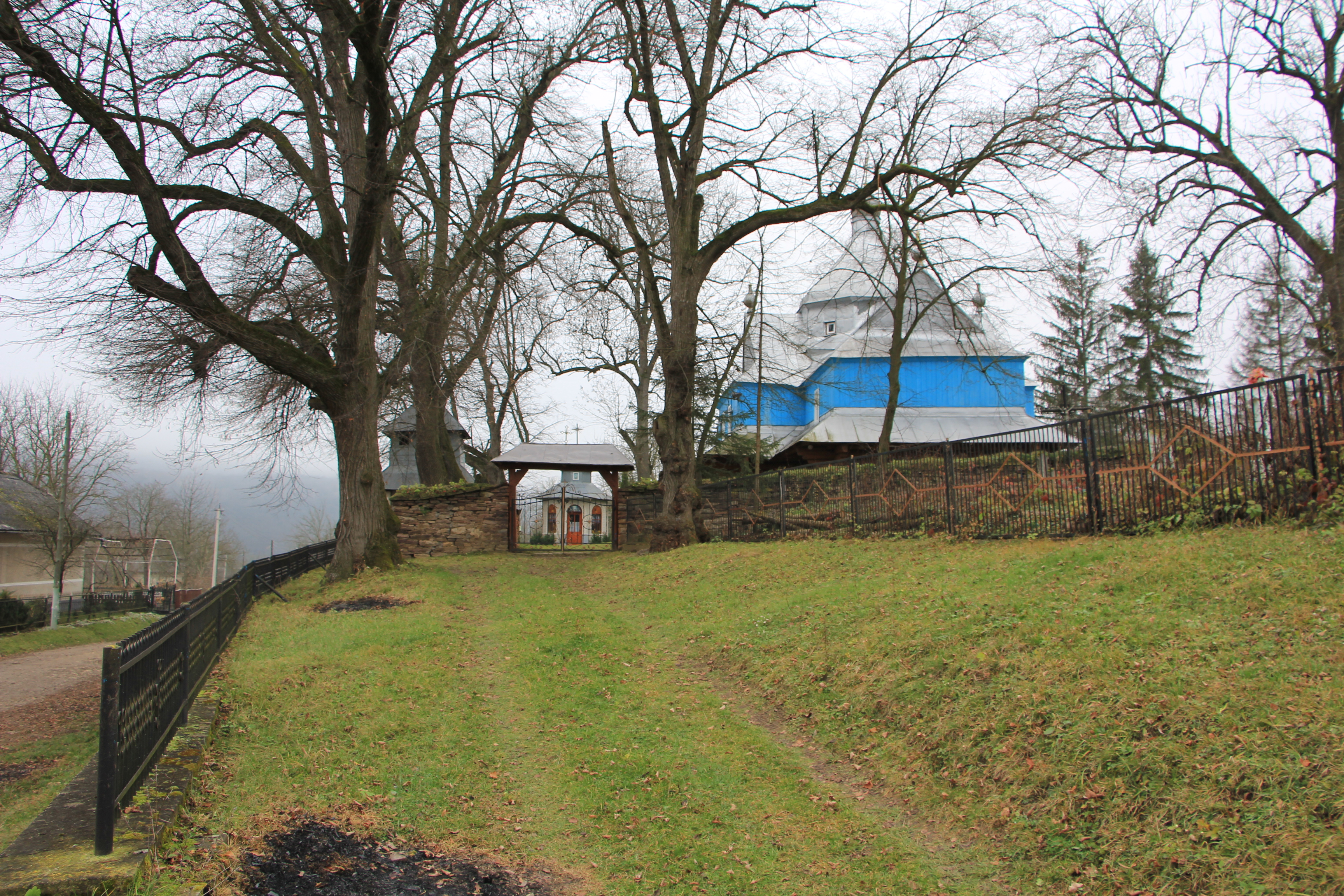
Дерев'яна церква Усікновення голови Івана Хрестителя 1849
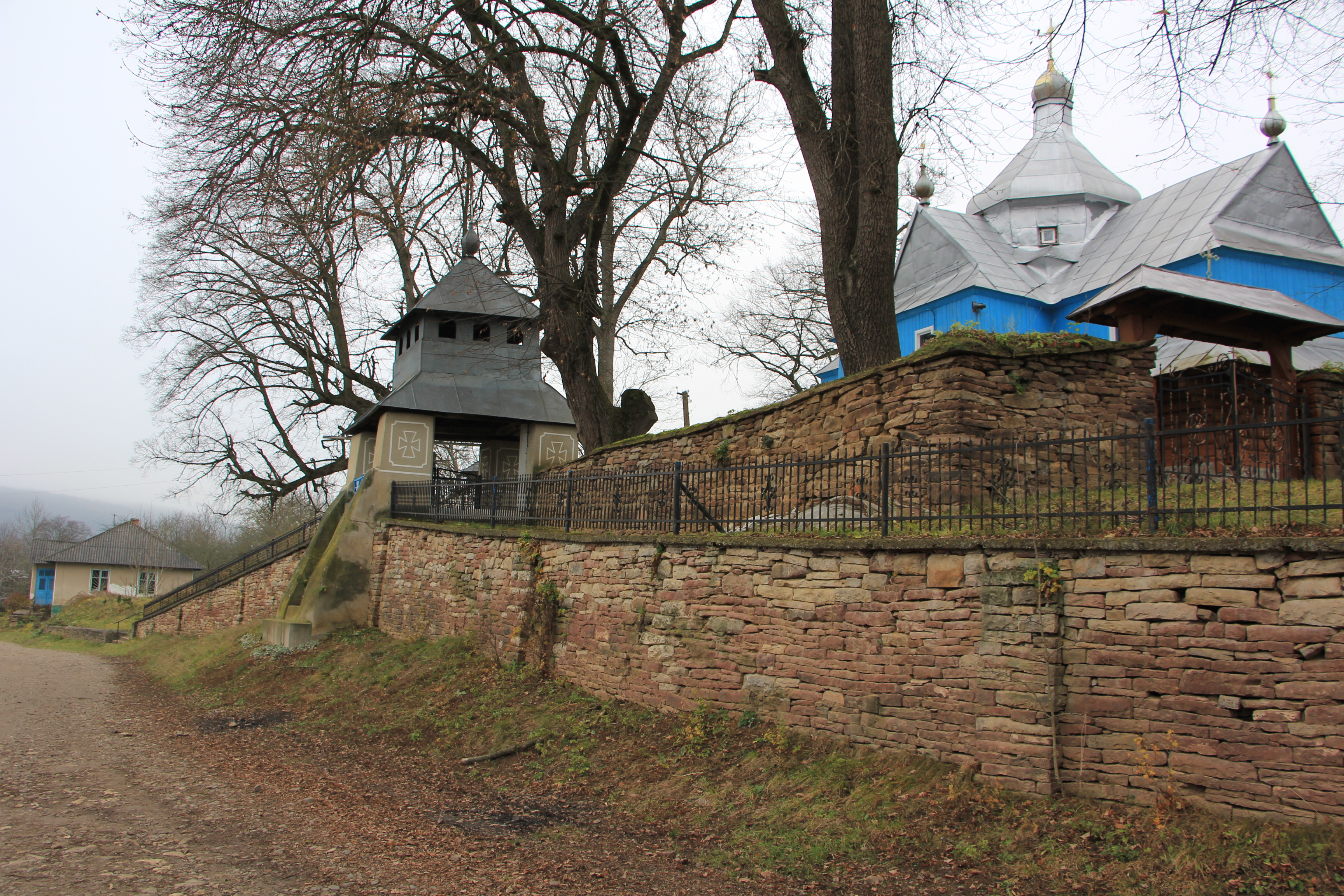
Дерев'яна церква Усікновення голови Івана Хрестителя 1849
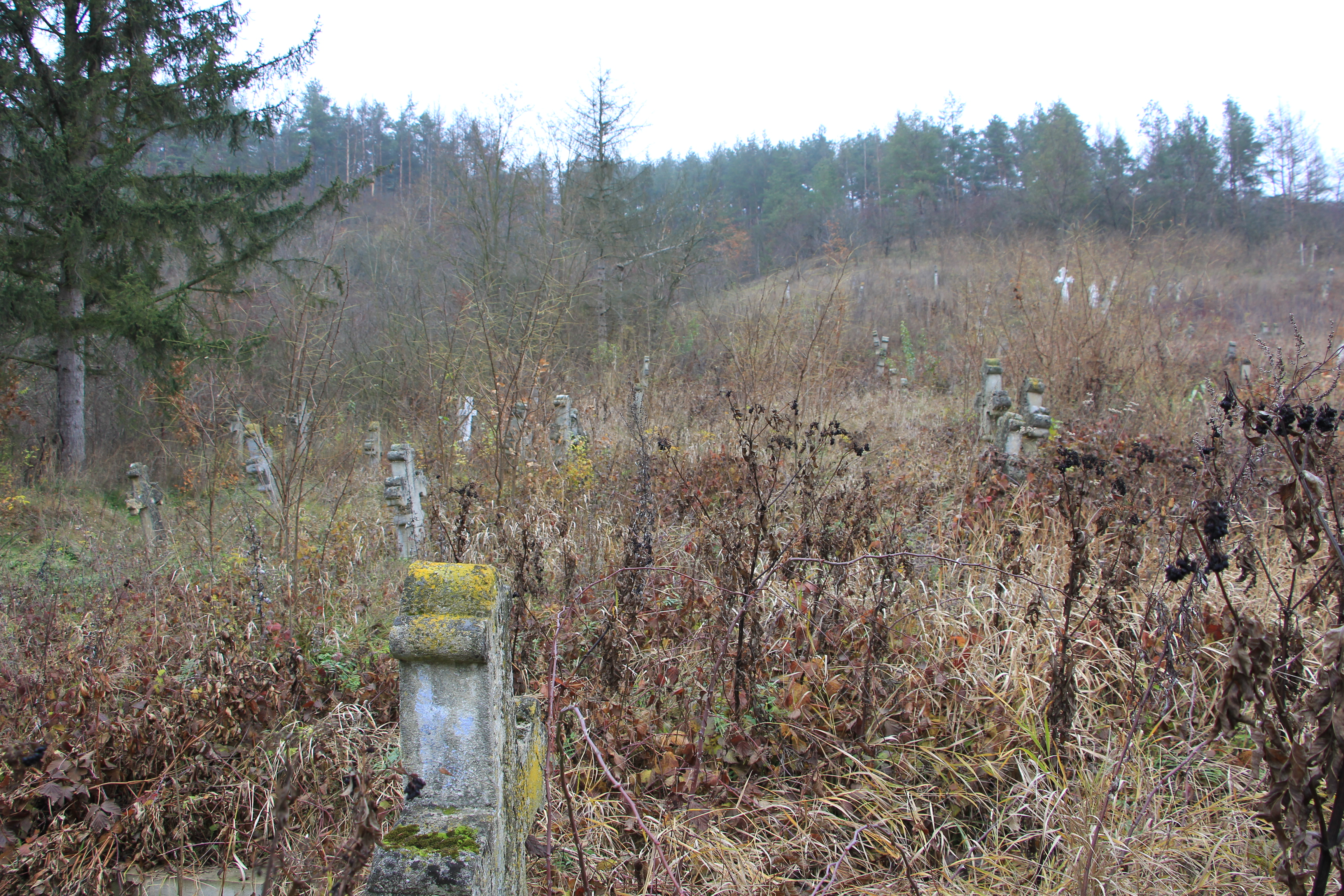
Старий цвинтар
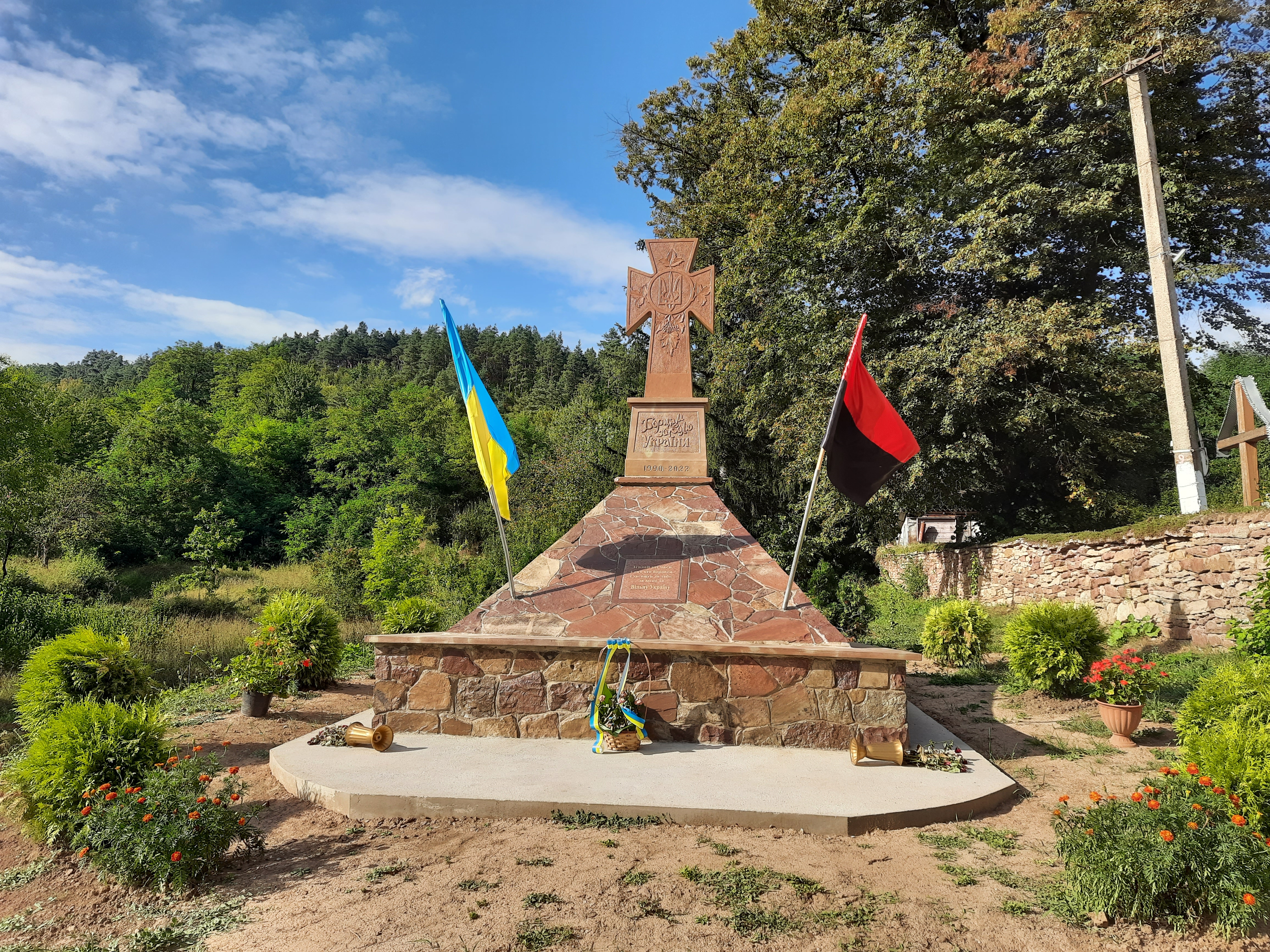
Пам'ятний знак Борцям за волю України
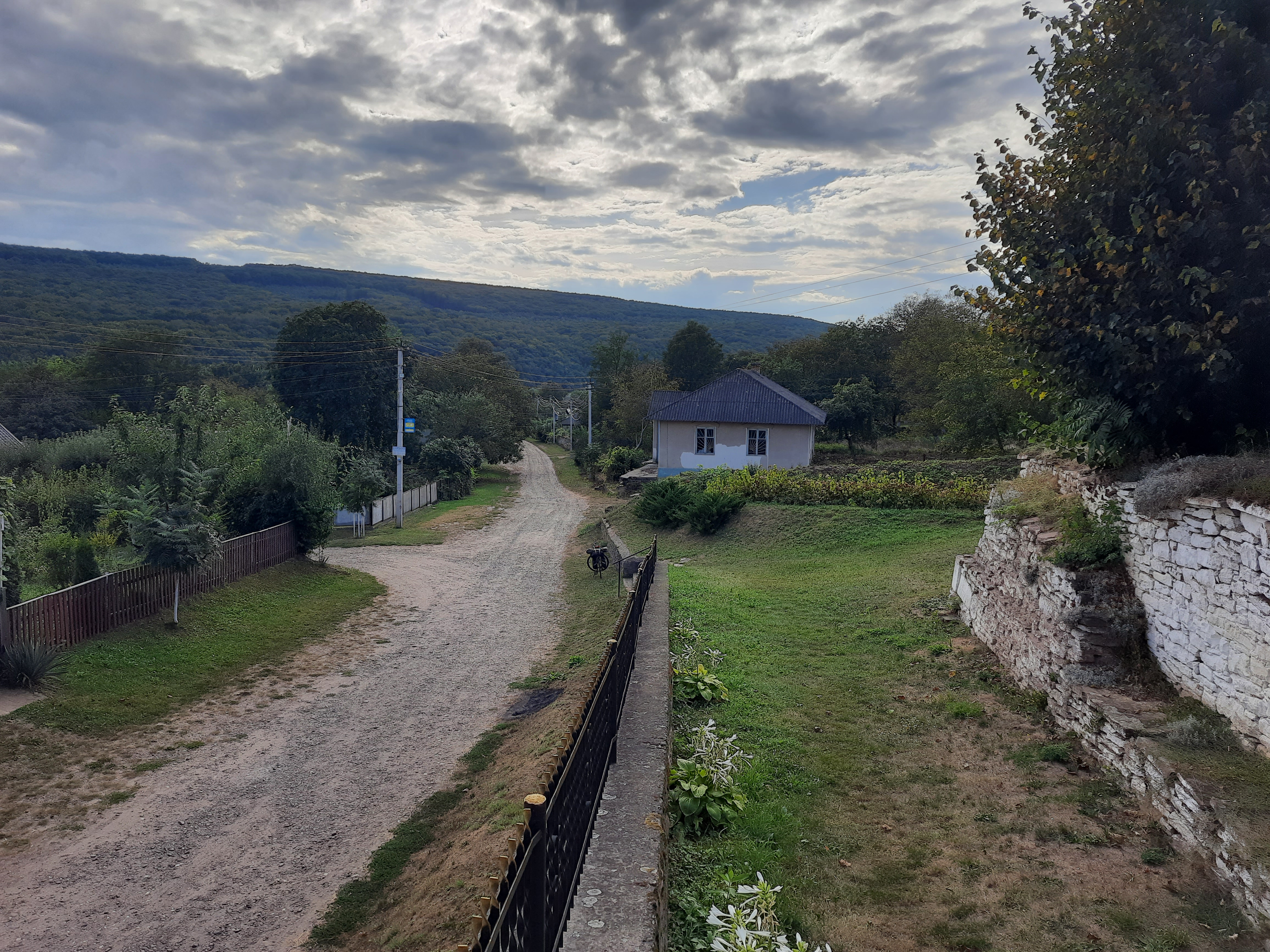
Сільська вулиця
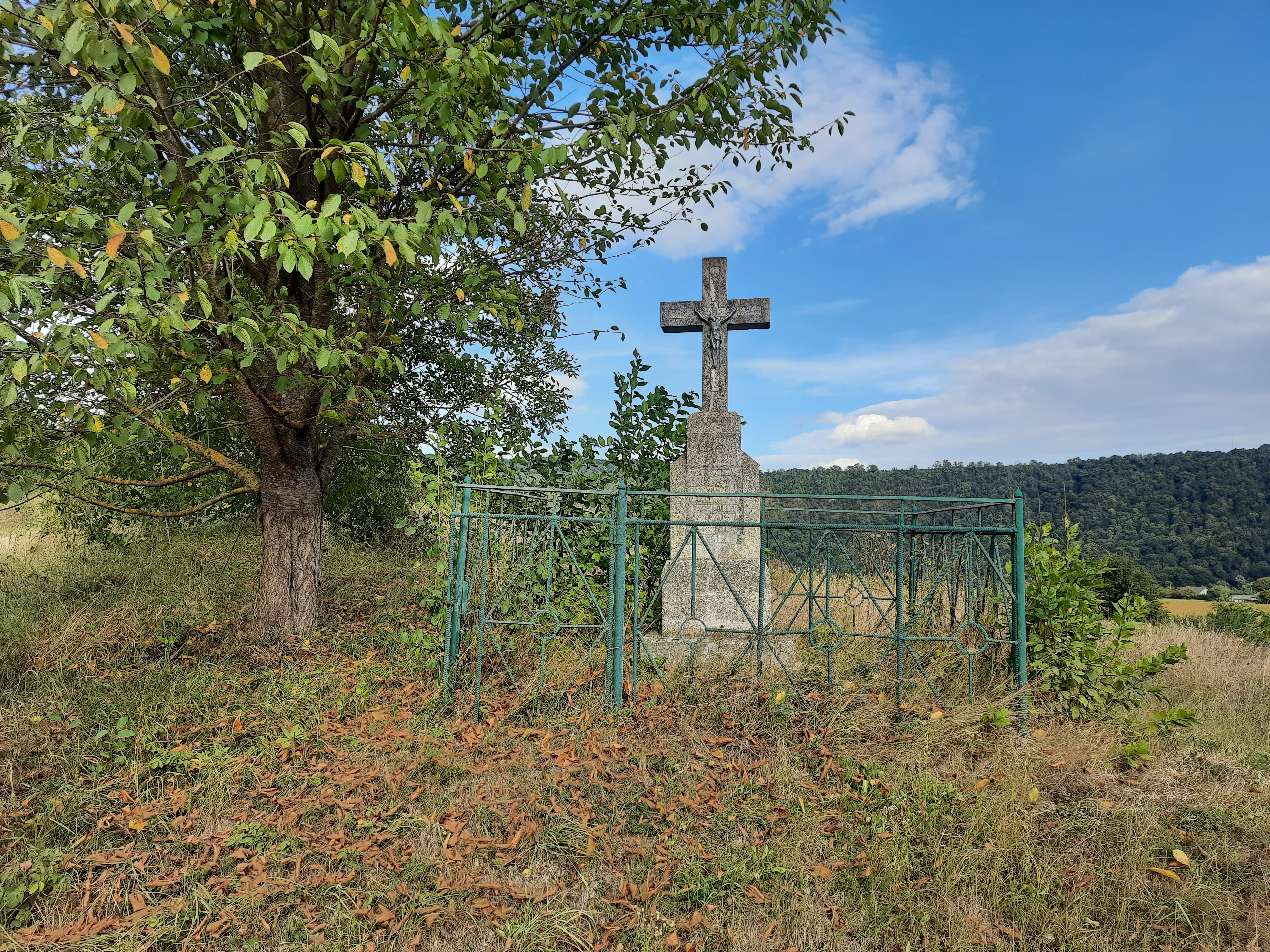
Пам'ятний хрест на околиці села
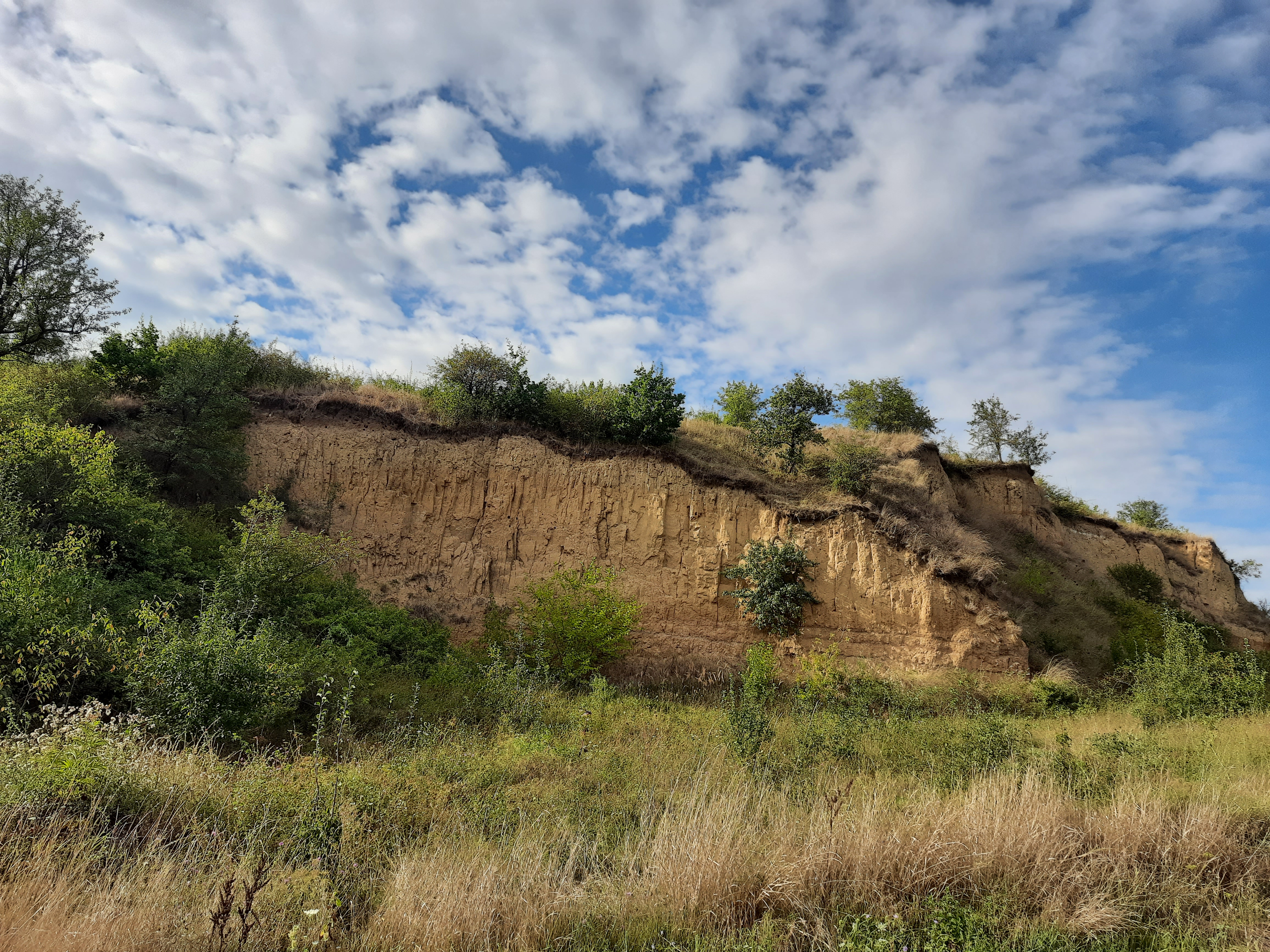
Краєвид біля села